# Parachernes crassimanus
Espèce
Synonymes
- Chelifer crassimanus Balzan, 1887

Parachernes crassimanus est une espèce de pseudoscorpions de la famille des Chernetidae.

## Distribution
Cette espèce se rencontre en Argentine, au Paraguay, au Brésil, au Pérou, en Équateur, en Colombie et au Venezuela.

## Publication originale
- Balzan, 1887 : Chernetidae nonnullae Sud-Americanae, I. Asuncion.